# Rozpadła Kopa
Rozpadła Kopa (1987 m) – wzniesienie w Rozpadłej Grani w słowackich Tatrach Zachodnich. Zbudowana ze skał wapiennych grań oddziela dwie dolinki: Świstówkę Liptowską i Dolinkę Rozpadłą. Na wierzchołku Rozpadłej Kopy grań opadająca z Krzesanicy w południowo-wschodnim kierunku zmienia kierunek na wschodni. Rozpadła Kopa znajduje się pomiędzy  płytką przełęczą Rozpadłe Siodło (ok. 1975 m) a Rozpadłą Przehybą (ok. 1870 m). Jej zachodnie stoki opadają do Świstówki Liptowskiej, północno-wschodnie do Dolinki Rozpadłej. Grań Rozpadłej Kopy, jak również górna część jej stoków, są trawiaste. Natomiast na południowy zachód opadają skaliste ściany o wysokości około 30 m. Również dolna część stoków opadających do Dolinki Rozpadłej jest skalista.